# Luke Schenn
Luke Schenn (* 2. November 1989 in Saskatoon, Saskatchewan) ist ein kanadischer Eishockeyspieler, der seit März 2025 bei den Winnipeg Jets aus der National Hockey League unter Vertrag steht. Der Verteidiger gewann mit den Tampa Bay Lightning in den Playoffs 2020 und 2021 den Stanley Cup.

## Karriere

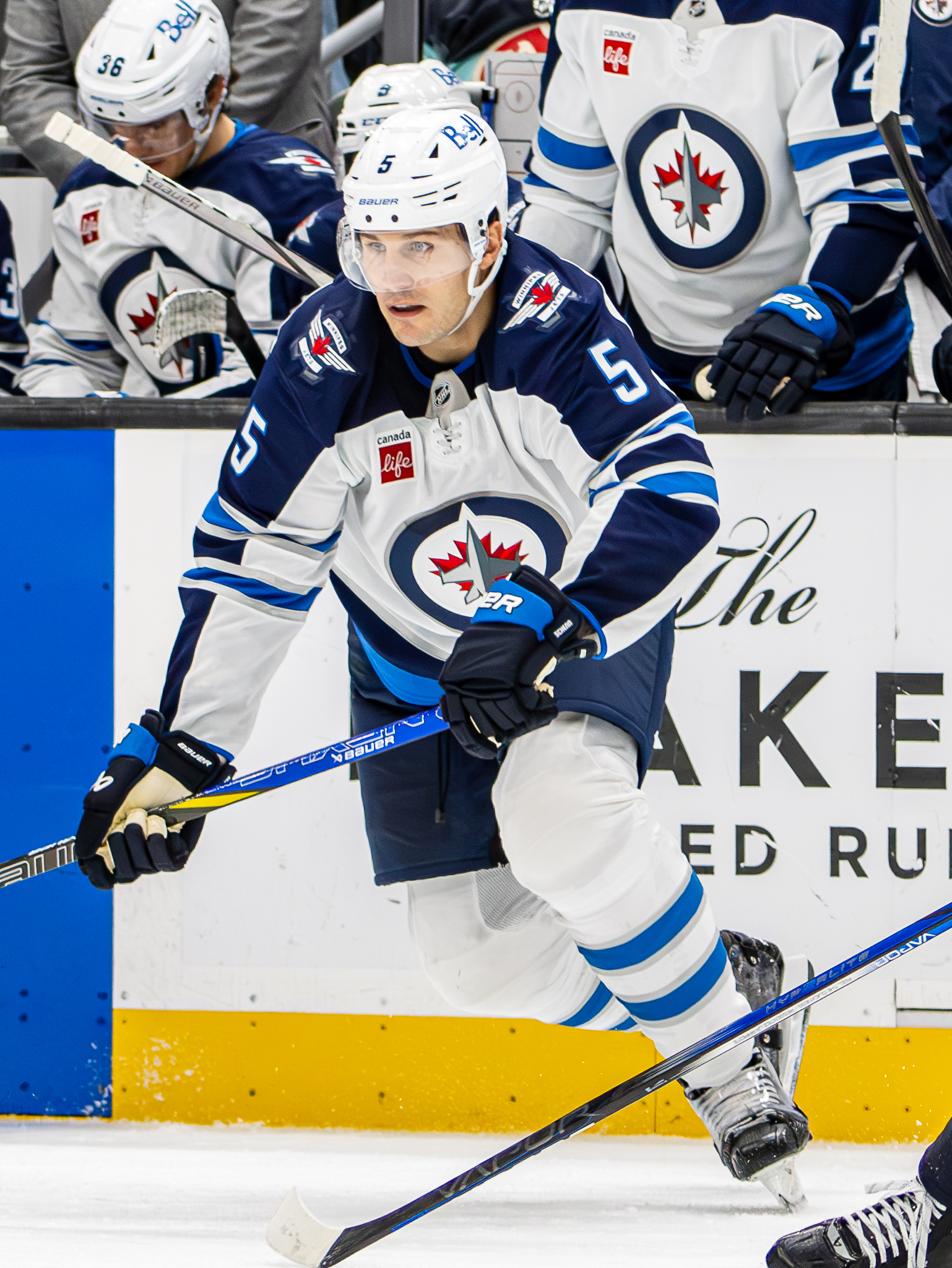
Schenn im Trikot der Jets (2025)

Luke Schenn spielte zu Beginn seiner Karriere bei den Saskatoon AAA Contacts, ehe er 2005 in die hochklassige kanadische Juniorenliga WHL zu den Kelowna Rockets wechselte. Dort hatte er eine solide erste Saison und erreichte mit der Mannschaft die zweite Runde der Playoffs. In der Spielzeit 2006/07 konnte er sich deutlich weiterentwickeln, wurde der beste Verteidiger der Rockets und war mit 29 Punkten drittbester Scorer in einer schwach besetzten Mannschaft, die den vorletzten Platz in der Liga belegte.
Im Frühjahr 2007 spielte er erstmals für die kanadischen Nachwuchsnationalmannschaft, als er in den Kader für die U18-Weltmeisterschaft berufen wurde. Kanada belegte am Ende den vierten Platz und Schenn war mit drei Treffern zweitbester Torjäger unter den Verteidigern des Turniers. Im Sommer war er Teil einer kanadischen U20-Auswahl, die gegen ein russisches Team der gleichen Altersstufe in der acht Spiele dauernden Super Series 2007 antreten sollte. Schenn spielte in allen Partien der Serie, die Kanada mit sieben Siegen bei einem Unentschieden für sich entscheiden konnte. Einige Monate später trat er mit der kanadischen Juniorennationalmannschaft bei der U20-Weltmeisterschaft an und gewann die Goldmedaille. Er beendete das Turnier mit dem besten Plus/Minus-Wert seiner Mannschaft.
In der WHL knüpfte er an seine guten Leistungen aus der Vorsaison an, konnte zudem seine Offensivleistungen verbessern und stellte mit sieben Toren eine neue persönliche Bestleistung auf. Die Rockets spielten eine stärkere Saison als im Vorjahr und erreichten wieder die Playoffs, scheiterten aber in der ersten Runde. Am Ende der Saison wurde Schenn ins WHL West Second All-Star Team berufen.
Im Juni 2008 wurde Schenn im NHL Entry Draft 2008 in der ersten Runde an Position fünf von den Toronto Maple Leafs ausgewählt. Nur wenige Monate später sicherte er sich während des Trainingscamps einen Stammplatz im NHL-Kader von Toronto und gab sein Debüt im Oktober 2008. Man setzte in der Verteidigung jedoch auf schlittschuhläuferisch versierte und physisch kleine Spieler, zu denen Schenn nicht gehörte.
Am 23. Juni 2012 wurde Schenn im Austausch für James van Riemsdyk an die Philadelphia Flyers abgegeben, wo er gemeinsam mit seinem Bruder Brayden im Kader stand. Während seiner vierten Spielzeit in Philadelphia wurde Luke Schenn abermals transferiert, diesmal gemeinsam mit Vincent Lecavalier im Austausch für Jordan Weal und ein Drittrunden-Wahlrecht im NHL Entry Draft 2016 zu den Los Angeles Kings. In Los Angeles beendete der Verteidiger die Saison 2015/16, erhielt von den Kings jedoch keinen darüber hinausgehenden Vertrag. In der Folge unterzeichnete er im Juli 2016 als Free Agent einen Zweijahresvertrag bei den Arizona Coyotes. Diesen erfüllte er und wechselte anschließend in gleicher Weise zu den Anaheim Ducks. Dort gelang es ihm allerdings nicht, sich einen Stammplatz zu erspielen, sodass er im November 2018 erstmals in seiner Karriere in die American Hockey League (AHL) geschickt wurde, zum Farmteam der Ducks, den San Diego Gulls. Etwa zwei Monate später gaben ihn die Ducks samt einem Siebtrunden-Wahlrecht im NHL Entry Draft 2020 an die Vancouver Canucks ab und erhielten im Gegenzug Michael Del Zotto. Dort beendete der Kanadier die Saison und wechselte im Juli 2019 als Free Agent für zunächst eine Saison zu den Tampa Bay Lightning. Mit dem Team gewann er in den folgenden Playoffs 2020 den Stanley Cup, bevor das Team diesen Erfolg in den Playoffs 2021 wiederholen konnte.
Anschließend kehrte er im Juli 2021 als Free Agent zu den Vancouver Canucks zurück. Diese schickten ihn im Februar 2023 zu den Toronto Maple Leafs und somit ebenfalls zu einem früheren Arbeitgeber, während sie im Gegenzug ein Drittrunden-Wahlrecht im NHL Entry Draft 2023 erhielten. Anschließend wechselte er, abermals als Free Agent, im Juli 2023 zu den Nashville Predators. In deren Trikot bestritt er im Oktober 2024 seine insgesamt 1000. Partie der regulären Saison in der NHL. Im März 2025 wurde er samt Thomas Novak an die Pittsburgh Penguins abgegeben, während die Predators Michael Bunting sowie ein Viertrunden-Wahlrecht im NHL Entry Draft 2026 erhielten. Nur einen Tag später transferierten ihn die Penguins weiter zu den Winnipeg Jets, die dafür ein Zweitrunden-Wahlrecht im NHL Entry Draft 2026 sowie ein Viertrunden-Wahlrecht im NHL Entry Draft 2027 an Pittsburgh abgaben.

## Erfolge und Auszeichnungen
| - 2008 Teilnahme am CHL Top Prospects Game - 2008 WHL West Second All-Star Team - 2009 Teilnahme am NHL YoungStars Game | - 2009 NHL All-Rookie Team - 2020 Stanley-Cup-Gewinn mit den Tampa Bay Lightning - 2021 Stanley-Cup-Gewinn mit den Tampa Bay Lightning |

### International
- 2008 Goldmedaille bei der U20-Junioren-Weltmeisterschaft
- 2009 Silbermedaille bei der Weltmeisterschaft

## Karrierestatistik

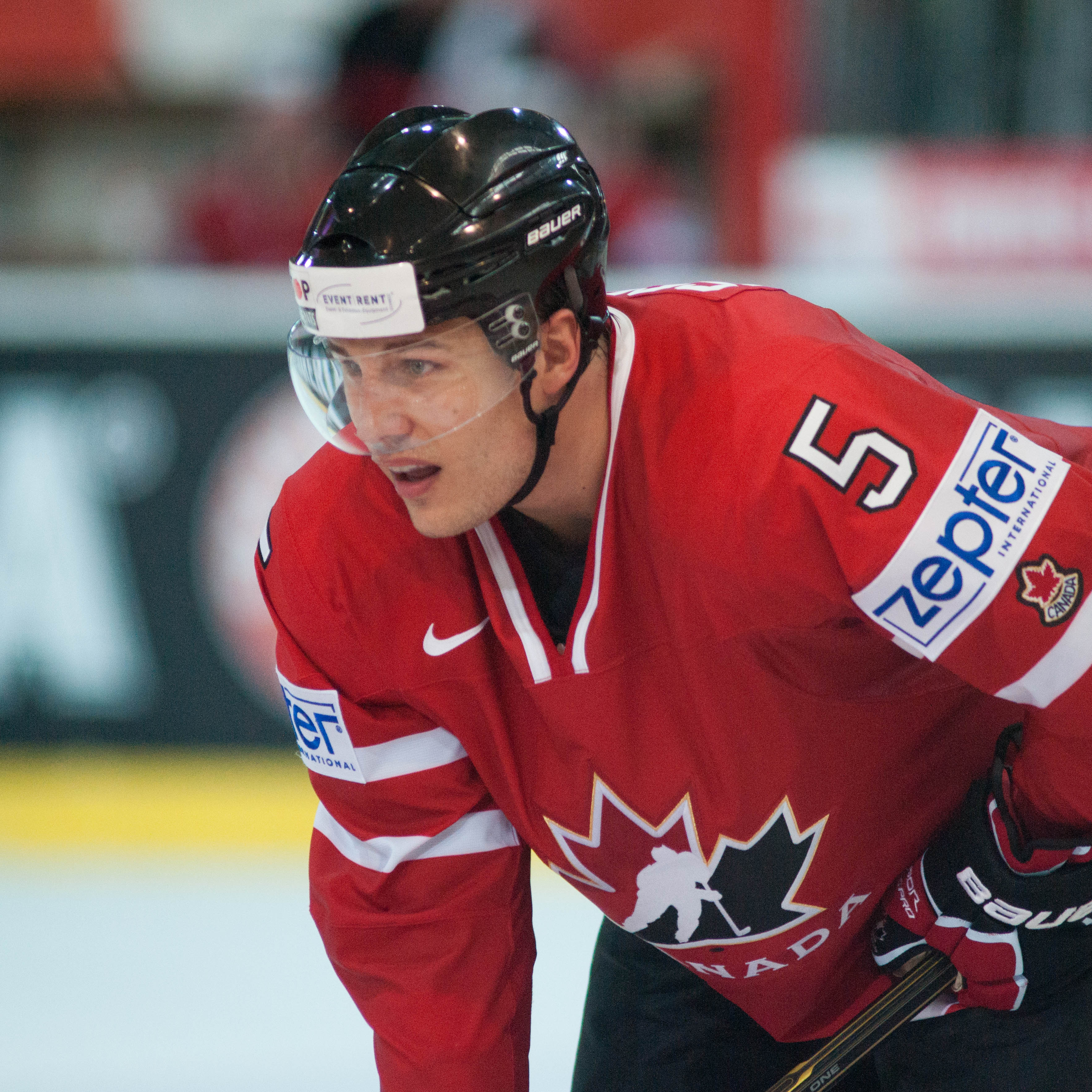
Schenn im Trikot der Nationalmannschaft (2012)

Stand: Ende der Saison 2024/25

### International
Vertrat Kanada bei:
| - U18-Junioren-Weltmeisterschaft 2007 - Super Series 2007 - U20-Junioren-Weltmeisterschaft 2008 - Weltmeisterschaft 2009 | - Weltmeisterschaft 2011 - Weltmeisterschaft 2012 - Weltmeisterschaft 2013 |

(Legende zur Spielerstatistik: Sp oder GP = absolvierte Spiele; T oder G = erzielte Tore; V oder A = erzielte Assists; Pkt oder Pts = erzielte Scorerpunkte; SM oder PIM = erhaltene Strafminuten; +/− = Plus/Minus-Bilanz; PP = erzielte Überzahltore; SH = erzielte Unterzahltore; GW = erzielte Siegtore; 1 Play-downs/Relegation; Kursiv: Statistik nicht vollständig)

## Familie
Luke Schenns jüngerer Bruder Brayden Schenn ist ebenfalls Eishockeyspieler und spielt bei den St. Louis Blues als Stürmer. 2008 erhielt er die Jim Piggott Memorial Trophy als bester Rookie und gewann mit der kanadischen Juniorennationalmannschaft die Goldmedaille bei der U18-Junioren-Weltmeisterschaft. Beim NHL Entry Draft 2009 wurde er in der ersten Runde als fünfter Spieler von den Los Angeles Kings ausgewählt.